# نقطة المرآة المغناطيسية
في الفيزياء الفلكية، تكون نقطة المرآة المغناطيسية نقطة حيث فيها يعكس حركة الجسيم المشحون المحاصر في مجال مغناطيسي (مثل الأرض) اتجاهه. بتعبير أدق، هي النقطة التي يكون فيها إسقاط الشعاع الرياضي لسرعة الجسيم في اتجاه شعاع المجال يساوي الصفر.